# Amtsgericht Oderberg
Das Amtsgericht Oderberg war ein preußisches Amtsgericht mit Sitz in Oderberg, Provinz Brandenburg.

## Geschichte
Seit 1849 bestanden in Preußen Kreisgerichte. Das Kreisgericht Angermünde war dem Kammergericht nachgeordnet. In Oderberg war eine Zweigstelle (Gerichtskommission) eingerichtet. Im Rahmen der Reichsjustizgesetze wurden diese Gerichte 1879 aufgehoben. Das königlich preußische Amtsgericht Oderberg wurde mit Wirkung zum 1. Oktober 1879 als eines von zwölf Amtsgerichten im Bezirk des Landgerichtes Prenzlau im Bezirk des Kammergerichtes gebildet. Der Sitz des Gerichts war die Stadt Oderberg. Sein Gerichtsbezirk umfasste aus dem Landkreis Angermünde den Stadtbezirk Oderberg und die Amtsbezirke Amt Chorin, Liepe und Neuendorf. Am Gericht bestand 1880 eine Richterstelle. Das Amtsgericht war damit ein kleines Amtsgericht im Landgerichtsbezirk. Im Jahre 1945 wurde das Amtsgericht Oderberg aufgehoben.